# Stanisław Wojciech Wielgus

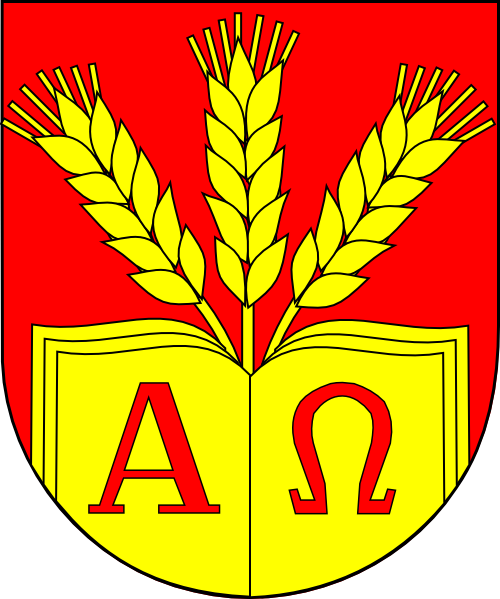
Znak Stanisława Wojciecha Wielguse

Stanisław Wojciech Wielgus [staňisuav vojčěch vjelgus] (* 23. dubna 1939 Wierzchowiska Drugie) je polský duchovní, řádný profesor filozofie, doktor teologie. V lednu 2006 byl po dvou dnech výkonu funkce donucen rezignovat na úřad arcibiskupa varšavského z důvodu své spolupráce s tajnou policií komunistického Polska.

## Biografie
V letech 1989-1998 byl rektorem Katolické lublinské univerzity (KUL). Mezi lety 1999 a 2006 byl biskupem v Płocku.
Dne 6. prosince 2006 jej papež Benedikt XVI. povýšil do hodnosti arcibiskupa a jmenoval jej varšavským metropolitou. Krátce po jeho jmenování zveřejnily polské noviny Gazeta Polska obvinění, že Wielgus byl v minulosti agentem polské komunistické tajné policie SB (Służba Bezpieczeństwa).
Toto obvinění pak začátkem ledna 2007 potvrdila církevní historická komise. V pátek 5. ledna 2007 se kanonicky ujal úřadu varšavského metropolity, několik hodin poté přiznal, že spolupracoval s SB, ale nikomu přitom neublížil. V neděli 7. ledna 2007 se mělo ve Varšavské katedrále konat slavnostní uvedení do úřadu (tzv. ingres), Stanisław Wielgus na úřad rezignoval a papež rezignaci přijal. Konala se tedy jen děkovná mše za působení předchozího metropolity Józefa Glempa, který byl pověřen dalším působením v této funkci do doby přijetí dalších rozhodnutí.

## Poškodil jsem církev
5. ledna – Pár dní po odhalení přiznal varšavský arcibiskup Stanislaw Wielgus spolupráci s tajnou komunistickou policií. „Svým zapletením jsem poškodil církev,“ napsal Wielgus ve svém prohlášení, které citovala polská agentura PAP. Zároveň dodal, že bude respektovat jakékoli rozhodnutí, které v jeho záležitosti udělá papež Benedikt XVI.